# Sự can dự trần thuật
Sự can dự trần thuật (tiếng Anh: narratorial intrusion) đó là khi người trần thuật gác việc trần thuật lại để đưa vào các loại bình luận. Sự can dự trần thuật gồm có hai loại lớn. Bàn luận về hình thức trần thuật gọi là can dự chỉ hay chỉ trỏ. Bàn luận về nội dung trần thuật gọi là can dự bình luận.
Bình luận (commentary) là ý kiến của người trần thuật nói về nội dung trần thuật. Có người chia làm ba loại: bình luận có tính giải thích, bình luận bổ sung và bình luận đánh giá. Đây là những yếu tố tạo thành phong cách trần thuật rất quan trọng. Ví dụ so sánh phong cách trần thuật của Thanh Tâm Tài Nhân và của Nguyễn Du.
Tiểu thuyết càng gần thời hiện đại, yếu tố can dự bình luận ngày càng giảm thiểu. Tiểu thuyết thế kỷ XIX, như tác phẩm của Ban-dắc, Phlô-be có nhiều yếu tố bình luận. Từ cuối thế kỷ XIX yếu tố này đã giảm dần, thậm chí bị bài xích. Nhưng trong thế kỷ XX cũng có nhiều người bảo lưu yếu tố này, như Ph. Mô-ri-ắc trong Tàn đêm, bị Gi.P. Xác-tơ-rơ chỉ trích là "đóng vai thượng đế".
Bình luận chỉ huy như việc cho biết "truyện chia làm hai nhánh, nay kể chuyện Huyền Đức" trong Tam quốc diễn nghĩa, hay chỉ dẫn: "muốn biết sự thể ra sao xin xem hồi sau sẽ rõ" trong tiểu thuyết chương hồi".